# Адрес неизвестен
«Адрес неизвестен» — французский комедийный художественный фильм 1950 года режиссёра Жан-Поля Ле Шануа.

Фильм вышел на экраны в 1951 году.

## Сюжет
Парижский таксист Эмиль Готье подвозит с лионского вокзала провинциальную девушку по имени Тереза, приехавшую в Париж, чтобы найти своего бывшего возлюбленного, журналиста Форестье, от которого она ждёт ребёнка, и который исчез, не оставив ей даже адреса. У Терезы нет денег для длительного пребывания в Париже, а найти Форестье никак не удаётся. Наконец, она узнаёт, что он уже женат, и пытается покончить с собой, но её спасает Эмиль.

## В главных ролях
- Даниэль Делорм — Терез Равена
- Бернар Блие — Эмиль Готье

## В ролях
- Пьер Монди — друг Форестье
- Франс Рош — Катрин
- Поль Вийе — Виктор
- Пьер Трабо — Гастон
- Софи Леклер — Раймонда
- Арлетт Маршаль — мадам Форестье
- Иветт Этьеван — Адриенн Готье
- Мишель Пикколи — журналист
- Симона Синьоре — журналистка
- Луи де Фюнес — будущий папаша в приёмной (эпизод)

## Награды
1-й Берлинский международный кинофестиваль
- 1951: Премия «Золотой медведь» за лучшую комедию — Жан-Поль ле Шануа

## Прокат в СССР
В 1951 году Главное управление проката кинофильмов «Главкинопрокат» Министерства кинематографии СССР приобрело фильм для проката на территории СССР. Сокращенную (хронометраж на семь минут короче) версию фильма выпустили в декабре 1951 года. Копия пленки находится на хранении в Госфильмофонде.
Фильм дублирован на киностудии имени М. Горького артистами Государственной Студии киноактёра и московских театров. Режиссёр дубляжа — Алексей Золотницкий. Звукооператор — Сергеей Юрцев. Автор перевода — Сарра Шайкевич. Роли дублировали: Марк Бернес (Эмиль), Галина Малькова (Терез), Исай Гуров (Гастон), Ада Войцик (мадам Форестье), Владимир Лепко (друг  Форестье), Георгий Милляр (Виктор), Ростислав Плятт (Марсель Форестье), Нина Никитина (Адриенн Готье, Катрин), Муза Крепкогорская (Раймонда), Сергей Мартинсон (обойщик), Сергей Цейц, Григорий Шпигель, Андрей Тарасов, Андрей Попов, Александра Харитонова.